# تانوف
قرية تانوف هي إحدى القرى التابعة لمركز دير مواس بمحافظة المنيا في جمهورية مصر العربية. حسب إحصاءات سنة 2006، بلغ إجمالي السكان في تانوف 19115 نسمة، منهم 9549 رجلا و9566 امرأة.